# První pětiletka (Jugoslávie)

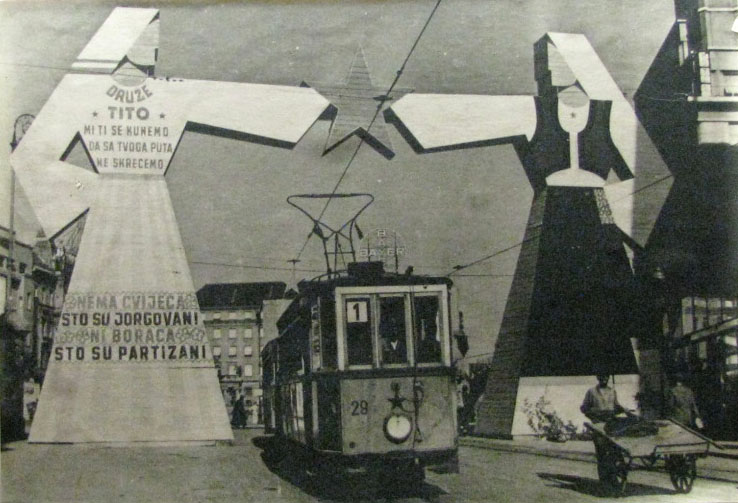
Během první pětiletky byla tehdejší prostranická propaganda, zdůrazňující úlohu partyzánského hnutí běžným jevem

První pětiletka v Jugoslávii (srbochorvatsky петолетка/petoljetka) probíhala v letech 1947-1952. Jednalo se o významný ekonomický plán, kterým tehdejší plánovací komise rodící se komunistické Jugoslávie chtěla pomoci překonat zaostalost země a vyřešit dlouhodobé problémy (kromě těžké zaostalosti za vyspělými zeměmi také posílit ekonomickou nezávislost státu, ozbrojené síly, rozvoj státního sektoru v oblasti průmyslu a náležitou úpravu vztahů ve společnosti). Vedení Komunistické strany Jugoslávie tehdy přistupovalo k fungování státu ryze prosovětsky a proto tvorba pětiletých plánů po vzoru SSSR byla zcela logickou odpovědí. Jugoslávie se stala první východoevropskou zemí, která systém pětiletých plánů v národním hospodářství použila. Obdobně pokračoval celý východní blok, avšak tam místní plánovací komise podobné plány zpracovaly až o několik let později, především tehdy, kdy byla moc uchopena komunisty.

## Příprava a cíle
První pětiletý plán se měl snažit hlavně o zprůmyslnění celé země. Přestože se komunisté považovali za předvoj dělníků, celá Jugoslávie měla spíše agrární charakter a počet továren (a tedy dělníků) byl malý. Vysoká zaostalost navíc umocňovala mnohé problémy v zemi, převážně národnostního a náboženského charakteru. Stále ještě trvala velká nerovnoměrnost mezi severem a jihem státu. Jakmile bylo na konci roku 1946 dokončeno znárodnění zadal Ústřední výbor KSJ žádost Svazové plánovací komisi, aby byl vypracován obecný plán rozvoje. V dubnu 1947 pak svazová skupština schválila zákon o pětiletém plánu rozvoje národního hospodářství Jugoslávie pro léta 1947-1951.
Tento pětiletý plán začal být postupně připravován. Tito vybral Andriju Hebranga, chorvatského partyzána a člena ZAVNOH, aby plán připravil. Později jej rozvíjel a uváděl do praxe slovinský komunista Boris Kidrič. Důvodem ke změně byla především nespokojenost s výsledky, vyplývající z četných neúspěchů. Cílem bylo centralizovat výrobu i produkci tak, jako tomu bylo v Sovětském svazu. Žádná jiná alternativa nebyla možná a ani myslitelná. Počítalo se s výstavbou takových odvětví průmyslu, které do té doby v Jugoslávii ještě ani neexistovaly. 
Formálně ovšem zákon o pětiletém plánu umožňoval, aby jednotlivé svazové republiky a autonomní celky předkládaly vlastní plány a konkretizovaly jednotlivé úkoly, které jsou již stanoveny. Výsledkem toho bylo, že řada republik skutečně rozšířila počet očekávaných cílů, kterých mělo být dosaženo.
Podle plánu, který byl neskutečně rozsáhlý, mělo být do roku 1951 dosáhnuto zdvojnásobení výroby v porovnání s rokem 1939 (pětinásobně v průmyslu, o 50 % více v zemědělství), položeno přes tisíc pět set kilometrů nových železničních tratí, vybudováno nesčetně nových podniků. Aby došlo k zvýšení homogenizace země a překonány propastné rozdíly mezi severem a jihem, tak již zákon, který byl přijat na jaře 1947 zdůrazňoval, do kterých oblastí se má soustředit nejvíce pracovních sil: Bosna a Hercegovina, Černá Hora, Kosovo a Makedonie. V Srbsku měla ve srovnávní s rokem 1939 dosáhnout průmyslová výroba 417 %, v Chorvatsku 452 %, v Slovinsku 366 %, v Bosně a Hercegovině 1054 % a v Makedonii 2633 %. Tak vysoký přírůstek byl dán skutečností, že na jihu země se nacházelo jen velmi málo průmyslových podniků. V Černé Hoře nebyly téměř žádné, a tak tam ani navrhovaný plán vlastně neměl s čím srovnávat.

## Použité metody a realizace
V tomto pětiletém plánu byla využita pracovní síla hlavně mládežnických brigád, které se sice dostávalo zpočátku ohromné množství, díky nízkým odměnám však postupem času ale klesala motivace k práci a výkonnost. Zpočátku tak bylo možné velkolepé cíle nejen plnit, ale i předhánět. Mládež se pustila do výstavby nových železnic v Bosně a Hercegovině a Černé Hoře s ohromným úsilím. Byla řešena situace nevyhovující elektrifikace země. Jedním z motivačních faktorů bylo i tzv. socialistické soutěžení, kdy jednotlivé brigády mládeže na různých stavbách soutěžily, která dosáhne cíle dříve.
Na konci roku 1947 však na odpovědných místech začalo být jasné, že původní plány byly značně nadhodnoceny a mnohde počítaly s nasazením až dvojnásobku živé síly. Jugoslávský stát nainvestoval v letech 1947, 1948 a 1949 celkem 32 % svého národního důchodu, což bylo možné učinit jen díky koncentraci moci v rukách komunistů a nulové opozici. Jugoslávský stát se přirozeně obával rychlého finančního vyčerpání, a tak zavedl daňovou reformu, která umožňovala místním samosprávám zavádět nové daně, a tak balancovat vlastní rozpočty.
Budování nových dopravních tepen a průmyslových závodů bez dostatku investic a pracovní síly vedlo k problémům, které se naplno projevily v roce 1949. Pouze v severních republikách bylo možné se odhadovaným cílům alespoň přiblížit, v jižních byl neúspěch zcela očividný. Chyběla navíc konkrétní ekonomická strategie, která by dokázala práci rozplánovat tak, aby nedocházelo k nepříjemným chybám. Na staveništích se objevovaly celé řady různých reformátorů a inovátorů, kteří chtěli po vzoru sovětských dělníků zavést revoluční zlepšující postupy.
Aby měla vláda na další výstavbu dostatek peněz, vypsala několik půjček. Prostřednictvím první z nich v roce 1948 chtěl získat 3,5 miliardy tehdejších dinárů, prostřednictvím té druhé o dva roky později pak další 3 miliardy. Dobová propaganda podporovala půjčku mezi širokou veřejností pod hesly "Pravda bude vítězit", "Dokažme prací, že Jugoslávie buduje socialismus". Zároveň ti, kteří peníze vládě skutečně dali vyjádřili podporu její politice.

## Mezinárodní problémy
Země navíc čelila mnohým komplikacím v zahraniční politice, neboť Bělehrad a Moskva prošly řadou roztržek. To tak znemožnilo dovoz sovětských strojů a expertů. Západní státy se kromě toho rozhodly angažovat v otázce územních sporů s Itálií, což tak Bělehrad uvrhlo mezi dvě mlýnská kola.

## Zemědělství
Agrární sektor byl v Jugoslávii ohromný. Komunisté chtěli během první pětiletky zajistit zvýšení produktivity potravin rozšířením strojů. Těch však bylo v zemi málo; pouhých 4500, které by mohly práci vykonávat. Dovoz strojů chtěl sice Kidrič řešit pomocí importu z Maďarska, Československa a dalších podobných států, i ty však procházely rozsáhlými procesy poválečné obnovy a neměly tak dostatečné průmyslové kapacity. Země vznikajícího východního bloku přestaly navíc s Jugoslávií po roztržce se Stalinem obchodovat, což situaci značně zhoršilo.
Zemědělství se těžce dostávalo z rány, kterou pro něj byla druhá světová válka. Pětiletý plán počítal s tím, že se zvýší pestrost co do druhu pěstovaných plodin. Nezajímal se však zemědělskou politikou příliš obsáhle, neboť hlavním cílem bylo především zajistit velký růst ve výrobě.
Byla také zahájena kolektivizace, která však nepřinesla kýžené ovoce; na přelomu let 1949 a 1950 Svaz komunistů Jugoslávie sice vydal příslušná rozhodnutí, která měla za cíl kolektivizaci venkova urychlit, o pouhé dva roky později však byla tato politika pro velký neúspěch opuštěna.

## Gramotnost
Po vzoru SSSR i v Jugoslávii byla zahájena během prvního pětiletého plánu velká kampaň boje s negramotností, která se týkala hlavně venkova, také i žen z oblastí, které byly součástí muslimského kulturního prostředí.

## Výsledky
Přesto se podařilo velmi efektivně navýšit celkovou průmyslovou produkci v zemi, samozřejmě díky výstavbě nových závodů. Po celé Jugoslávii se vytvořilo najednou ohromné množství stavenišť; financování takového počtu staveb jugoslávský stát samozřejmě vysávalo, byť měly mládežnické brigády situaci do jisté míry jako oficiálně dobrovolná práce zlepšit. Zásobování energií zajistily četné hydroelektrárny. Nově vzniklé podniky a závody navíc trpěly tím problémem, že do jejich vedení se v řadě případů dostávali straně loajální, avšak ne dostatečně vzdělaní lidé. Výroba v nových závodech byla ale velice drahá, ceny surovin se však příliš nezvýšily. Ze strategických důvodů bylo po druhém zasedání SKJ v roce 1949 rozhodnuto, že řada podniků bude budována v zcela jiných oblastech.
Neúroda (1950 a 1952) a nedostatek jídla donutil politické představitele země pětiletý plán prodloužit o jeden rok a požádat USA o potravinovou pomoc. Následující druhá pětiletka již byla koncipována zcela jinak a pokoušela se chyby této odstranit.